# 威靈頓西街

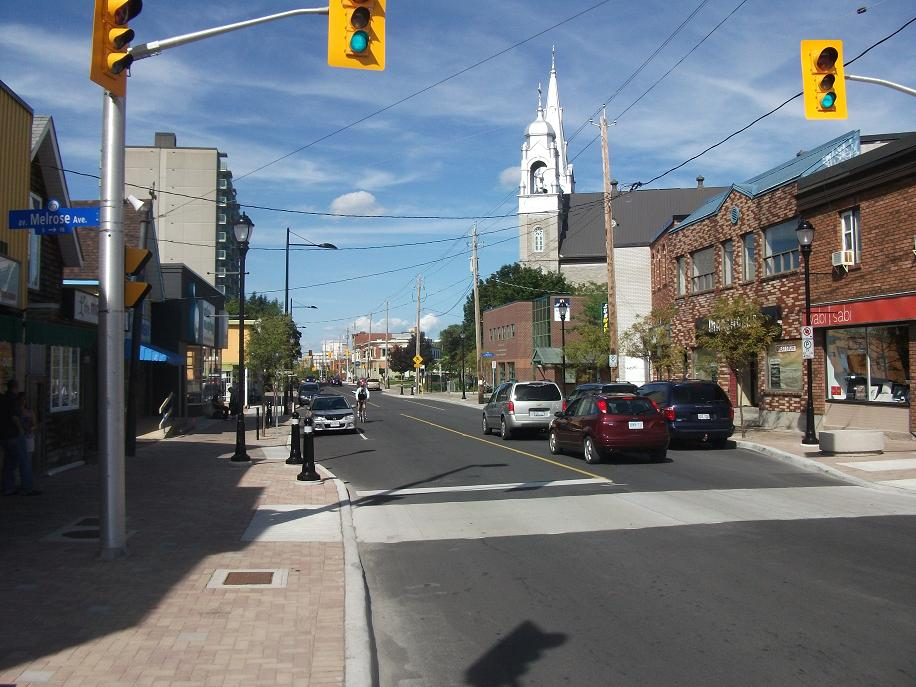
軒頓堡社區內的威靈頓西街

威靈頓西街（英語：Wellington Street West；渥太華36號市道）是加拿大安大略省渥太華市中心以西的一條2.3（1.4英里）長的購物街。這條路曾與渥太華市中心著名的威靈頓街相連，兩者經常被混淆。在20世紀60年代，隨着勒布勒東低地被徵用以及加拿大太平洋鐵路軌道上連接兩路段的高架道路被拆除，兩路段之間的關係被切斷。
灣景道（Bayview Road）與森麻實廣場之間保留着威靈頓街舊路線的一小部分遺跡。威靈頓西街現已與森麻實西街相連。森麻實西街在加蘭路（Garland Avenue）上轉為威靈頓西街。
威靈頓西街從森麻實西街到荷蘭路（Holland Avenue）的路段橫貫軒頓堡社區，而從荷蘭路到島嶼公園徑的路段則構成了威靈頓村社區的主幹路。在島嶼公園徑，道路轉為列治文道。
整個威靈頓西街走廊及周邊購物區包含超過500間商鋪及食肆。自2008年以來，這些商業以威靈頓西街商業促進區為代表。

## 主要路口
以下是威靈頓西街沿路的主要路口，從東向西列出：
- 灣景路（#81）
- 森麻實西街（#36）
- 費爾蒙特路（Fairmont Avenue）
- 米路斯路（Melrose Avenue）
- 喀拉瑟斯路（Carruthers Avenue）
- 柏杜路（#71）
- 荷蘭路（#67；Holland Avenue）
- 漢瑪北路（Harmer Avenue North）
- 加倫頓路（Clarendon Avenue）
- 西邊路（Western Avenue）
- 島嶼公園徑

## 腳註
1. ↑  .   [2023-12-19]. （原始内容存档于2023-12-19）.
2. ↑  . hintonburg.com.   [2023-12-19]. （原始内容存档于2023-11-10）.
3. ↑  . wellingtonvillage.wordpress.com.   [2023-12-19]. （原始内容存档于2023-12-19）.
4. ↑  .   [2023-12-19]. （原始内容存档于2023-12-19）.
5. ↑  http://www.wellingtonwest.ca/latest-news/celebrating-10-years-of-wellington-west.htm []